# Platysenta lineata
Platysenta lineata là một loài bướm đêm trong họ Noctuidae.